# Ландтаг Пруссії

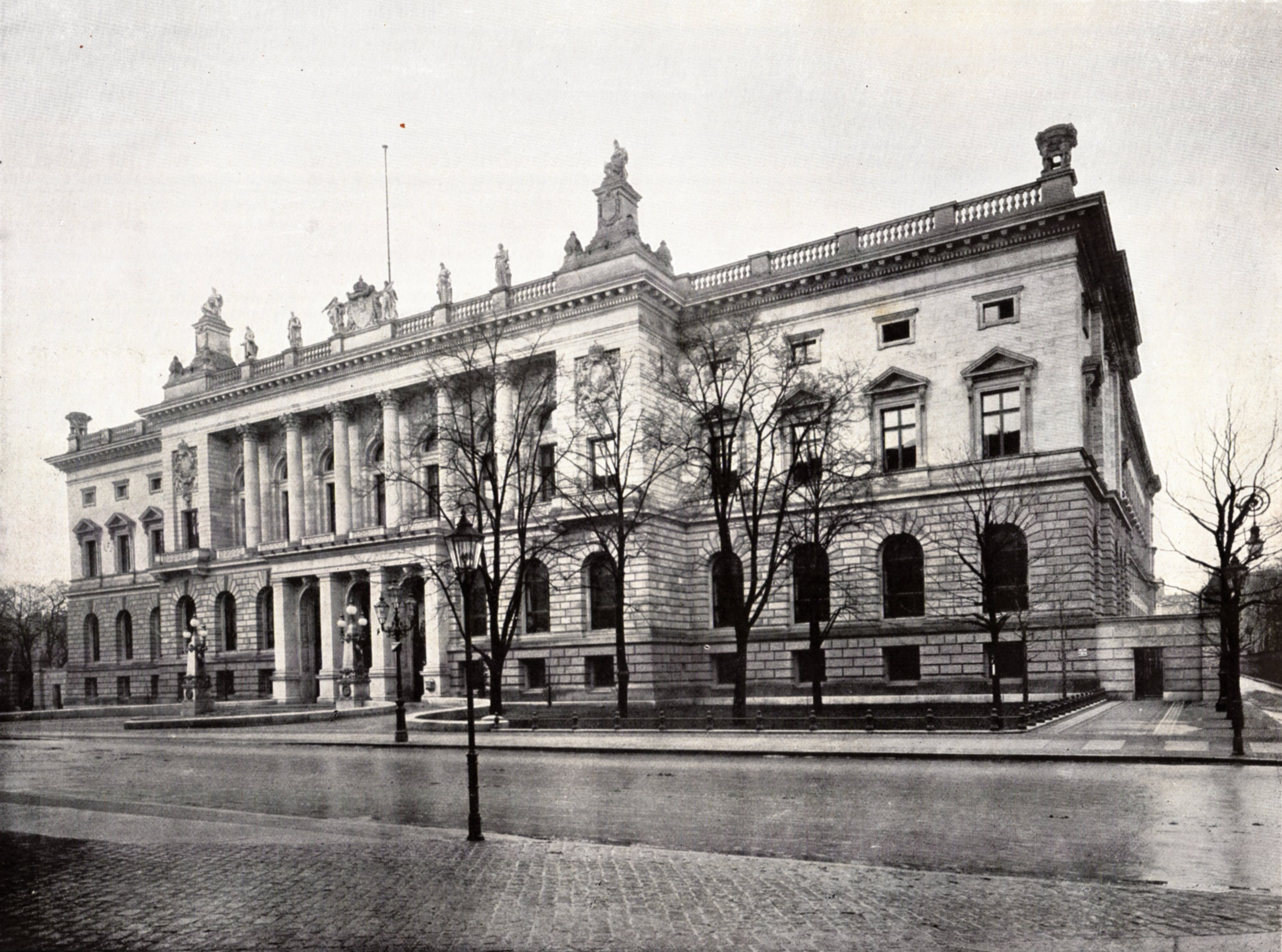
Прусська палата представників, приблизно 1900 рік

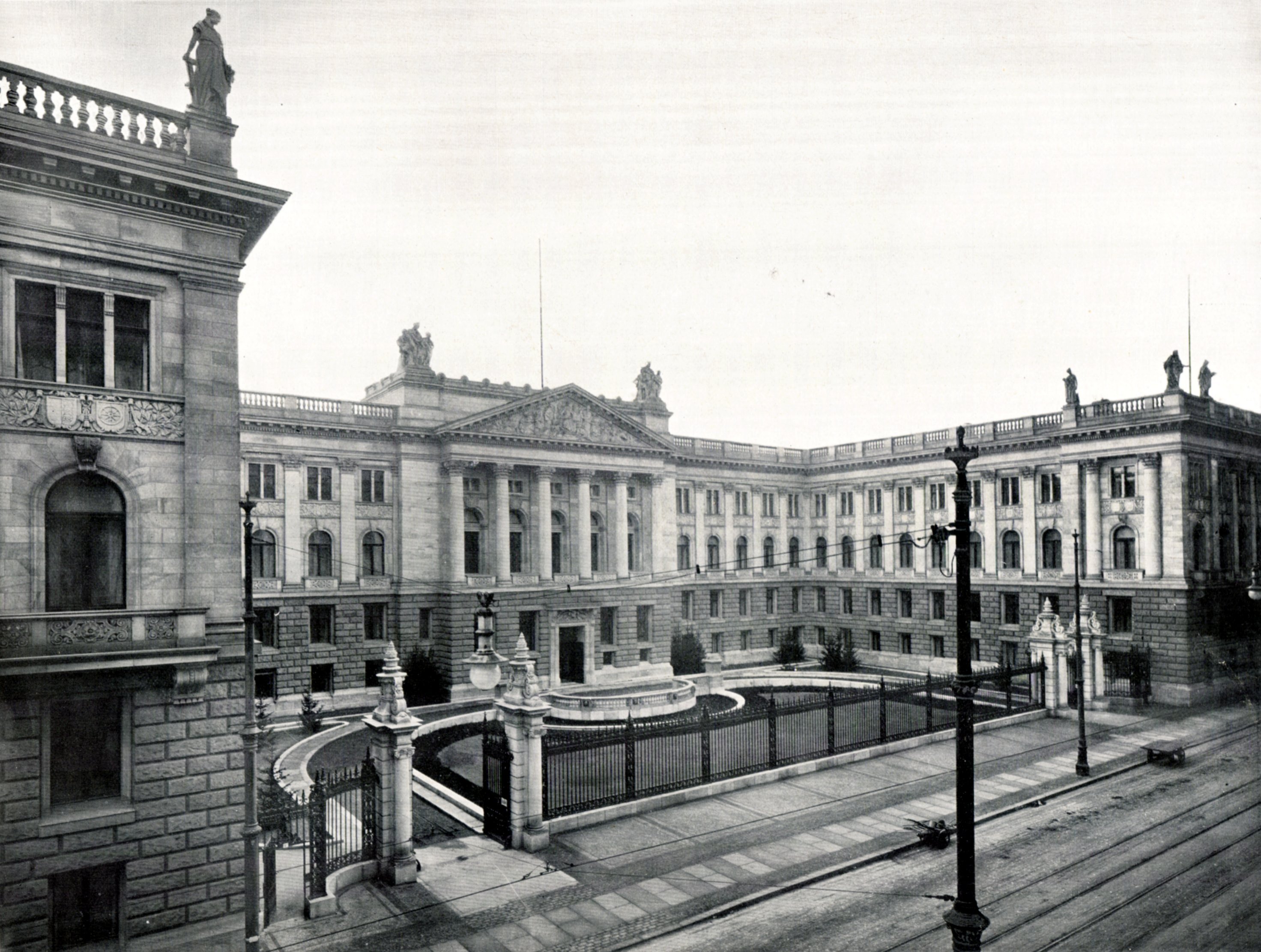
Прусська палата лордів, приблизно 1900 рік

Ландтаг Пруссії (нім. Preußischer Landtag) — був представницькою асамблеєю Королівства Пруссія, заснований в 1849 році, двопалатний законодавчий орган, що складався з верхньої палати лордів (нім. Herrenhaus) та нижньої палати представників (нім. Abgeordnetenhaus). Після закінчення Першої світової війни і німецької революції 1918—1919 рр. Ландтаг продовжував працювати в якості парламенту вільної держави Пруссія у період між 1921—1933 рр.

## Президенти
Політична партія:       SPD       NSDAP
| Портрет                                | Портрет                                | Ім'я                                   | Політична партія                                  | Термін                                 |
| Президент Прусської державної асамблеї | Президент Прусської державної асамблеї | Президент Прусської державної асамблеї | Президент Прусської державної асамблеї            | Президент Прусської державної асамблеї |
| -------------------------------------- | -------------------------------------- | -------------------------------------- | ------------------------------------------------- | -------------------------------------- |
|                                        |                                        | Роберт Лейнерт                         | Соціал-демократична партія Німеччини              | 1919—1921                              |
| Президенти Ландтагу Пруссії            |                                        |                                        |                                                   |                                        |
|                                        |                                        | Роберт Лейнерт                         | Соціал-демократична партія Німеччини              | 1921—1924                              |
|                                        |                                        | Фрідріх Бартельс                       | Соціал-демократична партія Німеччини              | 1924—1928                              |
| 1928—1931                              |                                        | Фрідріх Бартельс                       | Соціал-демократична партія Німеччини              |                                        |
|                                        |                                        | Ернст Вітмаак                          | Соціал-демократична партія Німеччини              | 1931—1932                              |
|                                        |                                        | Ганс Керрл                             | Націонал-соціалістична робітнича партія Німеччини | 1932—1933                              |
| 1933                                   |                                        | Ганс Керрл                             | Націонал-соціалістична робітнича партія Німеччини |                                        |